# Christian Werner (Fußballspieler)
Christian Werner (* 17. Mai 1958) ist ein ehemaliger deutscher Fußballspieler.

## Spielerkarriere
Christian Werner spielte ab 1976 bei den Amateuren von Hertha BSC und kam zunächst nur zu zwei Testspielen in der ersten Mannschaft. Dort konnte er sich aber Trainer Georg Keßler nicht für die Profis empfehlen. Erst in der Bundesliga-Spielzeit 1979/80 kam er unter Kuno Klötzer zu seinem ersten Einsatz gegen Bayer 04 Leverkusen. Insgesamt brachte Werner es in jener Saison auf drei Ligaspiele, welche alle verloren gingen. Auch die Spiele ohne Werners Beteiligung verliefen unwesentlich besser und so stieg Hertha am Ende der Saison ab.
Nach dem Abstieg wechselte Christian Werner zur Saison 1980/81 zu TSV 1860 München. Bei den von Carl-Heinz Rühl trainierten Löwen traf Werner gleich in seinem zweiten Ligaspiel gegen den 1. FC Nürnberg doppelt. Im Laufe des Spieljahres sollte jedoch nur noch ein weiteres Tor folgen. Und wie schon im Vorjahr mit Hertha stieg Werner auch mit 1860 ab.
So wechselte Werner 1981 nach Belgien zu KSK Tongeren. Dort konnte Werner zwar mit seinem Team den zehnten Platz belegen, kam dabei allerdings nur elfmal zum Einsatz und erzielte dabei drei Treffer.
1982 ging Werner in die Schweiz zum FC Chiasso, welcher 1982/83 in der Nationalliga B spielte. Dort gelangen Werner in seiner ersten Spielzeit gleich 19 Tore, womit er zweitbester Torschütze der Liga wurde und seinen Klub auf den zweiten Platz schoss. Dadurch durfte Chiasso aufsteigen und spielte 1983/84 höchstklassig. Allerdings konnten die Tessiner nur vier der 30 Saisonspiele gewinnen und mussten somit umgehend als Schlusslicht wieder absteigen.